# Luís Augusto Vinhaes
Luís Augusto Vinhaes (Rio de Janeiro, 10 dicembre 1896 – Rio de Janeiro, 3 aprile 1960) è stato un allenatore di calcio brasiliano.

## Carriera
Guidò la Nazionale brasiliana al Mondiale 1934 in Italia.
In precedenza era stato allenatore del São Cristóvão, con cui aveva vinto il Campionato Carioca nel 1926, e del Fluminense.

## Palmarès
- Campionato Carioca: 1

São Cristóvão: 1926
Bangu: 1933